# Memphis Bleek
Memphis Bleek, pseudonimo di Malik Deshawn Cox (New York, 23 giugno 1978), è un rapper e produttore discografico statunitense.

## Biografia
È uno dei primi artisti ad aver firmato un contratto con la Roc-A-Fella Records ed è amico di lunga data di Jay-Z, col quale ha spesso collaborato. Inoltre è proprietario di una sua etichetta, la Get Low Records. Nel 1998 collabora alla colonna sonora del film Streets Is Watching. Ha debuttato con l'album Coming of Age nell'agosto 1999, disco che ha raggiunto il settimo posto della classifica Billboard 200.

## Discografia

### Album in studio
- 1999 - Coming of Age (Get Low/Roc-A-Fella/Def Jam)
- 2000 - The Understanding (Get Low/Roc-A-Fella/Def Jam)
- 2003 - M.A.D.E. (Get Low/Roc-A-Fella/Def Jam)
- 2005 - 534 (Roc-A-Fella/Def Jam)

### Singoli
- 1998 - It's Alright (con Jay-Z)
- 1999 - Memphis Bleek Is...
- 1999 - My Hood to Your Hood (feat. Beanie Sigel)
- 1999 - What You Think of That (feat. Jay-Z)
- 2000 - My Mind Right
- 2000 - Is That Your Chick (The Lost Verses) (feat. Jay-Z, Twista e Missy Elliott)
- 2001 - Do My...
- 2003 - Round Here (feat. Trick Daddy e T.I.)
- 2005 - Like That (feat. Swizz Beatz)
- 2005 - Infatuated (feat. Boxie)
- 2005 - Dear Summer (feat. Jay-Z)
- 2010 - Still Ill

Come artista ospite
- 2000 - 4 da Fam (Amil feat. Jay-Z, Memphis Bleek e Beanie Sigel)
- 2000 - Hey Papi (Jay-Z feat. Amil e Memphis Bleek)
- 2001 - Change the Game (Jay-Z feat. Beanie Sigel e Memphis Bleek)
- 2001 - Good Life (Sparkle feat. Memphis Bleek)
- 2001 - Cash, Money, Cars, Clothes (Ruff Endz feat. Memphis Bleek)